# الکرکات
الکرکات (به عربی: الکرکات) یک روستا در سوریه است که در ناحیه قلعه المضیق واقع شده‌است. الکرکات ۸۴۷ نفر جمعیت دارد.